# Antonio Maceo
José Antonio de la Caridad Maceo y Grajales (San Luis, Santiago de Cuba, Cuba Española, 14 de junio de 1845 - San Pedro, La Habana, Cuba Española, 7 de diciembre de 1896) fue un militar y político cubano, mayor general y lugarteniente general del Ejército Libertador, apodado «El Titán de Bronce» y uno de los líderes mambises. Luchó por la independencia de Cuba en la guerra de los Diez Años y, tras varios años exiliado fuera de la isla, en la Guerra de Independencia de 1895, cayendo en combate durante su desarrollo.

## Biografía

### Orígenes y familia
Existen desacuerdos sobre el lugar de nacimiento del padre de Antonio Maceo, considerado por varios historiadores como un venezolano que habría participado en la Guerra de Independencia de Venezuela dentro del marco de las Guerras de Independencia de Hispanoamérica. De acuerdo con estas fuentes, Marcos Maceo habría combatido del lado de las fuerzas realistas contra las tropas bolivarianas, específicamente en el Batallón de Leales Corianos, en la región de La Vela de Coro, del Departamento de Coro, actual estado Falcón, en Venezuela. También de acuerdo con estas fuentes, Marcos Maceo habría abandonado Venezuela como resultado del resultado adverso de las fuerzas realistas y emigrado inicialmente a República Dominicana, desde donde se habría trasladado años más tarde a Cuba. Sin embargo, en la partida bautismal n.º 68 del Libro de Pardos n.º 8 (1804-1820), se consigna su nacimiento el 24 de abril de 1808 en Santiago de Cuba, provincia de Oriente. El apellido Maceo habría sido tomado de su madre y abuela paterna de Antonio, Clara Maceo, al negarse el padre, el criollo José Antonio Muchulí, a reconocer a Marcos como su hijo. No obstante, el alistamiento de Marcos Maceo en el ejército español en Venezuela está al parecer confirmado, lo que significaría que Marcos Maceo, al abandonar Venezuela, tomó el camino del retorno a Cuba a través de Santo Domingo. 
A su retorno a Cuba, Marcos Maceo contrajo matrimonio inicialmente con Amparo Téllez, con la que concibió un total de seis hijos. Tras enviudar de Amparo Téllez, Marcos Maceo contrajo segundas nupcias con Mariana Grajales Cuello, el 6 de julio de 1851, en la Iglesia de San Nicolás de Morón y San Luis, Santiago de Cuba, provincia de Oriente. A su vez, Mariana Grajales era natural de Santiago de Cuba, hija de dominicanos que probablemente habían escapado al conflicto que azotó la isla de La Española durante la Revolución Haitiana y la subsecuente Guerra de Independencia de Haití contra la intervención militar napoleónica en la isla. Mariana Grajales, en el momento de sus nupcias con Marcos Maceo, era viuda de Fructuoso Regüeiferos, con el que había tenido cuatro hijos: Felipe, Fermín, Manuel y Justo.
El matrimonio de Marcos Maceo con Mariana Grajales trajo al mundo nueve hijos, siendo el primogénito: Antonio Maceo. Según consta en todas las memorias, los 19 hijos llegaron a la adultez o al menos a la adolescencia, en un raro caso de supervivencia, dada la elevada mortalidad infantil de la época. A esto contribuyó probablemente la posición económica relativamente holgada de la familia, poseedora de una finca rural de aproximadamente nueve caballerías de tierra cultivable, en el contexto económico de Santiago de Cuba, en cuyas zonas rurales predominaba la pequeña propiedad trabajada por personas libres, al contrario del régimen de grandes plantaciones trabajadas por esclavos en las provincias de Camagüey, Las Villas y Occidente.
Según los dos principales biógrafos de Antonio Maceo, José Luciano Franco y Raúl Aparicio, la educación de férrea disciplina de ambos padres, pero fundamentalmente por la madre, que recurría con frecuencia al castigo corporal, generó el padecimiento de tartamudez en al menos dos de los hermanos Antonio y José, siendo superada por el primero pero nunca del todo por el segundo.

### Guerra de los Diez Años

#### Alzamiento y primeros meses de campaña

##### 1868
El alzamiento de los Maceo se produce la mañana del 12 de octubre de 1868, con la llegada del Capitán independentista Juan Bautista Rondón, amigo de la familia, a la casa vivienda de la finca familiar, para divulgar la noticia del alzamiento de La Demajagua y buscando pertrecharse de armas, caballos y hombres. Según el biógrafo José Luciano Franco, en esa misma jornada se habrían unido los de más edad: José Antonio Maceo Téllez, Antonio Maceo Grajales, José Maceo y Justo Regüeiferos Grajales. El testimonio de este alzamiento está confirmado de manera informal en carta de María Cabrales al profesor cubano Francisco de Paula Coronado, fechada el 6 de mayo de 1897, meses más tarde de la caída en combate de Antonio Maceo. María Cabrales, ya entonces viuda del Lugarteniente General, relata el entusiasmo de la madre de los Maceo, a escasos dos días del grito de Yara:
“Mariana entra en la sala con un crucifijo en la mano, habla con seguridad emocionada: ―De rodillas todos, padres e hijos, delante de Cristo, que fue el primer hombre liberal que vino al mundo, juremos libertar la patria o morir por ella”.
La carrera militar de Antonio Maceo comienza ese mismo día bajo las órdenes del capitán Bautista Rondón, en el combate de Ti Arriba, donde es ascendido a sargento por el propio capitán por su valor personal en la acción. El día 20 de octubre, tras un combate en las cercanías de Jiguaní, es ascendido a Teniente y puesto al mando de un pelotón de rebeldes, combatiendo en la vertiente norte de la Sierra Maestra y en sus estribaciones junto al valle del Río Cauto. Los combates de las semanas subsiguientes se desenvolvieron cerca de las localidades de El Cristo (noviembre), Cupeyales, El Cobre (11 de diciembre), Samá, en un recorrido hacia el noroeste y luego al norte que terminó con la toma del poblado de Mayarí, provincia de Oriente, actual provincia de Holguín, en la segunda quincena de diciembre.

##### 1869
El 16 de enero de 1869, por su valor y buen desempeño táctico en la larga batalla de El Salado (del 4 al 8 de enero) es ascendido a Comandante, siendo ascendido nuevamente, diez días más tarde a teniente coronel. A partir de aquí, sus ascenso en grados militares sería más lento, a causa del racismo aún predominante en parte de la intelectualidad independentista cubana y dentro del cuerpo legislativo del gobierno de la República de Cuba en Armas, la Cámara de Representantes. Además de la batalla de El Salado, la tropa de Maceo sostuvo numerosos combates en la primera mitad de 1869 contra las tropas realistas españolas, no todos consignados aquí:
- Majaguabo Arriba (febrero)
- Primer combate de Maniabón (marzo)
- Primer combate de Palmarito (abril)
- Combate de San Agustín de Aguarás (14 de mayo), en el que cayó su padre, el sargento Marcos Maceo, que combatía bajo sus órdenes. Según la tradición independentista cubana, Marcos Maceo, mortalmente herido, habría exclamado: "He cumplido con Mariana".
- Combate del Ingenio Armonía (20 de mayo)
- Combate de Baitiquirí (6 de junio)
- Combate de Arroyo Blanco (julio)
- Combate de La Sidonia (28 de agosto)
- Primera batalla de Samá (21 de septiembre)
- Segundo combate de Majaguabo (octubre)
- Combate de Maniabón (noviembre)

Es a inicios de 1869 que Maceo, en su condición de oficial (primero teniente y luego capitán y comandante), se pone con sus hombres a las órdenes del entonces Brigadier General Máximo Gómez, como segundo del Mayor General Donato Mármol, quien ostentaba la jefatura de la rebelión en toda la provincia de Oriente. Máximo Gómez, especialista en la guerra de guerrillas, enseñó a los independentistas cubanos el uso del machete, aprendido durante la Guerra de Independencia de los dominicanos en su separación de Haití. Antonio Maceo se convertiría en el discípulo más notable de las enseñanzas militares de Máximo Gómez, en una larga relación política, militar y de amistad personal, que culminaría muchos años más tarde en el nombramiento de Máximo Gómez como Generalísimo del Ejército Libertador en la Guerra de Independencia de Cuba de 1895 y de Antonio Maceo como su Lugarteniente General.

##### 1870
Fue el responsable, junto al propio Gómez, de encender la campaña rebelde en el extremo oriental de Cuba, en Guantánamo, región conocida por su españolismo y supuesta mansedumbre de sus esclavos. Sin embargo, en tan solo cuatro meses toda la provincia estaba alzada en armas y los españoles solo eran capaces de controlar la propia ciudad de Guantánamo, Imías y Caimanera, perdiendo sobre todo el control de las ricas zonas cafetaleras de la región.

#### Jefe del oriente cubano
Al caer en combate el caudillo camagüeyano Ignacio Agramonte y partir Gómez para tomar el mando del Camagüey, quedaron Antonio Maceo y Calixto García como los máximos responsables de la guerra liberadora en la provincia de Oriente. Siendo capturado Calixto García en un combate desafortunado para las armas mambisas, Maceo quedó prácticamente a cargo de todo el departamento oriental, salvo quizás la región de Las Tunas, donde el caudillo regionalista y mayor general Vicente García era prácticamente el amo absoluto de los campos.

#### Rechazo a la sedición de García
Fue precisamente Vicente García quien comenzó una serie de acciones políticas e intercambios epistolares que sembraron la división en las filas independentistas, hacia el último bienio de la Guerra de los Diez Años. Las sediciones militares de Lagunas de Varona y Santa Rita, dirigidas por García, conocido también como el «León de las Tunas», minaron la unidad de las tropas independentistas y favorecieron el clima regionalista de la región de Las Villas, impidiendo a la larga la imprescindible invasión militar al Occidente de Cuba. A todos estos eventos se opuso firmemente el entonces Brigadier General Antonio Maceo, adalid de la disciplina militar y obediencia al gobierno revolucionario. Las intenciones divisionistas y los propósitos imprecisos y oscuros de Vicente García fueron rechazadas de plano por Maceo cuando García, ansioso de protagonismo pero sin objetivos claros en su conducta, buscó su apoyo para el establecimiento de un supuesto nuevo gobierno revolucionario.
El estancamiento político y la no invasión a Occidente propiciaron un languidecimiento de la Revolución, de lo cual se aprovechó el general español Arsenio Martínez Campos, militar de honor que ofreció garantías de paz, amnistía para los revolucionarios y reformas legales a cambio del cese de las hostilidades, que para 1878 cumplían diez años. Al mismo tiempo, el gobierno español de Cuba seguía concentrando fuerzas para cercar a las huestes mambisas, cada vez más escasas.

#### Protesta de Baraguá
Antonio Maceo fue uno de los líderes cubanos que rechazó la firma del Pacto del Zanjón, que puso fin a la Guerra de los Diez Años. Él y algunos otros mambises (soldados independentistas) se reunieron con Arsenio Martínez Campos el 15 de marzo de 1878 para discutir los términos de la paz, pero Maceo protestó estos términos porque no cumplían con ninguno de los objetivos de los independentistas: la abolición de la esclavitud y la independencia de Cuba. El único beneficio era la amnistía para los que habían luchado y la manumisión para los esclavos que habían peleado en el Ejército Libertador. Maceo no reconoció este tratado y no se acogió a la amnistía. Este encuentro, considerado una de las páginas más dignas de la historia de Cuba, fue reconocido como la protesta de Baraguá. Como detalle anecdótico puede añadirse que a sus oídos llegaron tímidas propuestas de hacer una encerrona al general español, de reconocidas aptitudes militares y diplomáticas, para atentar contra su vida, pero las rechazó con tal energía que los «comunicadores» de la idea prácticamente huyeron de su campamento. Luego de respetar el tiempo de tregua para la entrevista (unos pocos días), Maceo reinició las hostilidades.

### Exilio
Para salvar su vida, el gobierno de la República de Cuba en Armas le encomendó entonces la casi imposible tarea de recaudar fondos, armas y soldados para una supuesta expedición armada, pero su gestión fue prácticamente nula, por el desaliento creado incluso entre los emigrados a causa de la Paz del Zanjón.
Más tarde Maceo y Calixto García en Nueva York planearon una invasión a Cuba que dio inicio a la también fracasada Guerra Chiquita en 1879, en la cual no peleó directamente por haber sido enviado Calixto García delante como jefe principal, con vistas a evitar la exacerbación de los prejuicios raciales que actuaban contra Maceo, fundamentalmente a causa de la propaganda española, que lo acusaba de buscar una guerra de razas, calumnias que rechazó dignamente en repetidas ocasiones.

#### En Haití y Jamaica
Luego de cortas estadías en Haití ―donde se le persiguió y se le trató de asesinar por gestiones del consulado español allí radicado― y la Jamaica británica ―en 1879, donde Maceo no fue perseguido sino que disfrutó del salvoconducto que le ofreció Martínez Campos y fue trasladado a esta isla por el buque de guerra español Fernando el Católico, acompañado por el general mambí Bembeta (Bernabé Varona)―.

#### En Honduras

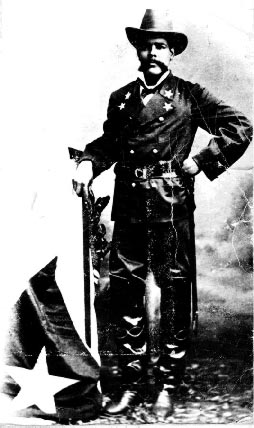
Lugarteniente general Antonio Maceo en uniforme.

El máximo lugarteniente y jefe del Ejército Mambí, arribó a tierras hondureñas el 20 de julio de 1881. Durante la administración del presidente Marco Aurelio Soto fue reconocido con el grado de general de división en el Estado Mayor General del Ejército de Honduras y en el Ministerio de Guerra, al mismo tiempo asumió la comandancia militar de Tegucigalpa. También desempeñó el cargo de juez suplente del Tribunal Supremo de Guerra y en julio de 1882 lo nombraron comandante de Armas de Puerto Cortés y Omoa con residencia en el primero. Con la caída del gobierno de Soto en 1883, Maceo se vio obligado a emigrar a los Estados Unidos, primero, y luego a Costa Rica.
El 13 de junio de 1884, desde San Pedro Sula (en Honduras), Maceo escribió una carta al patriota cubano José Dolores Poyo, director del periódico independentista El Yara, de Cayo Hueso, en la que afirmó:

Cuba será libre cuando la espada redentora arroje al mar sus contrarios. […] Pero quien intente apropiarse de Cuba recogerá el polvo de su suelo anegado en sangre, si no perece en la lucha.
Antonio Maceo

#### En Costa Rica
Finalmente se radicó en Costa Rica (desde febrero de 1891 a marzo de 1895), en la provincia de Guanacaste, donde el presidente de esa nación le asignó labores de organización militar y una pequeña finca para residir. La historia de que el presidente de Costa Rica otorgara una finca a un extranjero y labores militares no se ajusta a lo que otros textos señalan y es que Maceo compró una hacienda (La Mansión, cerca de la villa de Nicoya), tierra y un central azucarero. Allí fue contactado por el patriota José Martí, para iniciar la Guerra del 95, llamada por Martí la Guerra Necesaria.
Un dato curioso es que el 15 de septiembre de 1891, el general Antonio Maceo asistió a la inauguración del monumento al patriota costarricense Juan Santamaría en la ciudad de Alajuela (a 30 km al noroeste de la ciudad de San José). A ese homenaje asistieron también el poeta nicaragüense Rubén Darío (quien escribió un artículo sobre el monumento), 
el poeta salvadoreño Francisco Gavidia y el general ecuatoriano Eloy Alfaro.
En diciembre de 1893, Maceo recibió la triste noticia del fallecimiento de una hermana y de su madre, Mariana Grajales, ocurrida en la villa de Kingston (Jamaica británica), el 23 de noviembre de 1893.
En noviembre de 1894 enfrentó revólver en mano otra intentona de asesinarle a la salida de un teatro en San José, que terminó fatalmente para uno de sus agresores.
Todos los que conocieron a Maceo, desde Rubén Darío o don Ricardo Jiménez, hasta don Federico Apéstegui, el comerciante vasco radicado en Nicoya quien escribió un libro de memorias sobre la época, coinciden en describirlo como un hombre reservado, de pocas palabras, gentil, culto y refinado.
Maceo, escarmentado de lo inadecuado de poner impedimentos leguleyos civiles a las acciones militares en condiciones de guerra, tuvo un breve pero intenso intercambio epistolar con Martí en el que advertía de esos males que habían dañado la Revolución de Yara (1868-1878), pero Martí le informó de su fórmula de «el Ejército, libre, pero el país, como país y con toda su dignidad representado» y le convenció de las amplias probabilidades de éxito si la contienda se preparaba cuidadosamente. Como condición demandó que la jefatura militar máxima estuviese en manos de Máximo Gómez, lo cual fue aprobado sin reservas por el Delegado del ya constituido Partido Revolucionario Cubano.

### Desembarco en Baracoa
En 1895, junto a Flor Crombet y otros oficiales de menor rango, Maceo desembarcó en las inmediaciones de Baracoa (extremo oriental de Cuba) y luego de rechazar un intento español de capturarle o matarle, se internó en las montañas de esa región. Luego de muchas vicisitudes logró reunir un pequeño contingente de hombres, que rápidamente creció con los grupos ya alzados en armas en la región de Santiago de Cuba. En la finca de La Mejorana, Maceo se entrevistó con Gómez y Martí, en lo que evidentemente fue una reunión desafortunada por los fuertes desacuerdos entre Martí y él, respecto a la constitución de gobierno civil, por la que Maceo no se pronunciaba a favor. Poco después el Héroe Nacional de Cuba (Martí) caería en combate en Dos Ríos (confluencia de los ríos Contramaestre y Cauto).

#### Invasión de occidente
Partiendo de Mangos de Baraguá (lugar de la histórica protesta ante Martínez Campos), Maceo y Gómez, al mando de dos largas columnas mambisas, llevaron brillantemente la hazaña de la invasión militar del occidente de Cuba, llegando Maceo a Mantua a finales de 1896. Esta proeza estratégica la hicieron Maceo y Gómez luchando contra fuerzas numéricamente muy superiores (en ocasiones les quintuplicaban). Utilizando alternadamente tácticas de guerrillas y combates abiertos, agotaron al ejército español, que no pudo contener la Invasión a pesar de las dos sólidas Trochas Militares construidas para ello y la superioridad abrumadora en hombres y técnica militar.
Las ansias de independencia y la crueldad de la oficialidad española hicieron que los habitantes rurales del occidente respondieran con un entusiasta apoyo económico y en hombres para las tropas independentistas. Esto provocó la puesta en vigor del plan del capitán general español, Valeriano Weyler, la Reconcentración de Weyler. En estos campos de concentración perdió la vida casi un tercio de la población rural del país.
Al contrario de lo esperado por Weyler, la Reconcentración engrosó rápidamente las filas de los mambises, prefiriendo muchos campesinos una probable muerte en combate a una segura muerte por hambre.

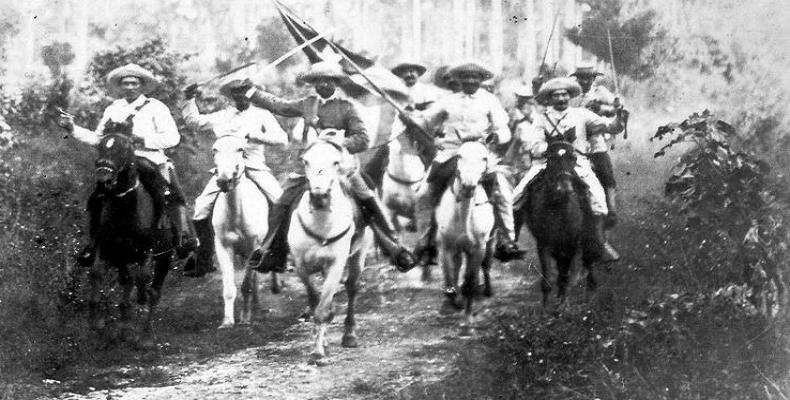
Tropas del Ejército Libertador durante la batalla de Ceja del Negro (Pinar del Río, 1896).

En 1896, luego de reunirse con Gómez en La Habana, cruzando la Trocha de Mariel a Majana por la bahía del Mariel, retornó a tierras de Pinar del Río, donde sostuvo cruentos combates contra tropas numéricamente muy superiores, mandadas por generales españoles famosos por sus éxitos militares en África y las Filipinas y con artillería y las armas más modernas de infantería disponibles en la época.
Después de diezmar las tropas españolas contra él enviadas, volvió a cruzar la Trocha militar con vistas a marchar hacia Las Villas o Camagüey, donde planeaba reunirse con Gómez para planificar el curso ulterior de la guerra y con el gobierno para disminuir las diferencias entre el gobierno de Cuba en Armas (presidido por Salvador Cisneros Betancourt) y los altos mandos militares del Ejército Libertador, relacionadas con dos aspectos: los nombramientos de mandos militares intermedios y el reconocimiento de la beligerancia por las potencias extranjeras y la aceptación o no de ayuda militar directa. La posición de Maceo, en esos momentos, era aceptar la ayuda económica y alijos de armas por parte de potencias europeas e incluso de los Estados Unidos, pero se oponía enérgicamente a la ayuda militar directa por parte de los norteamericanos.

### Muerte

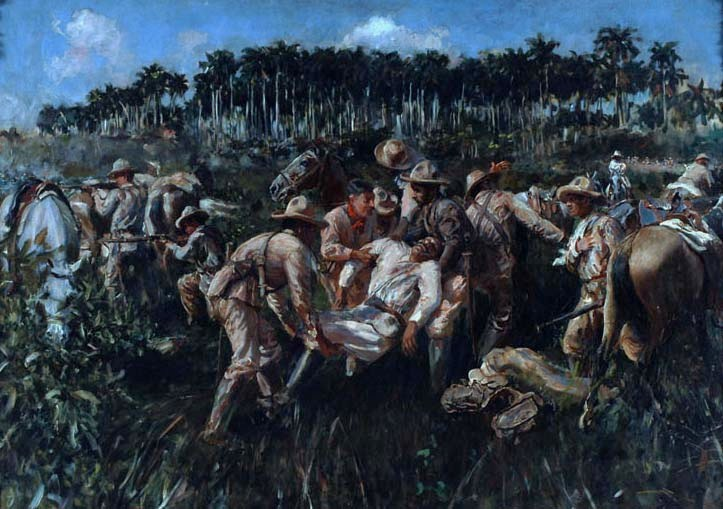
Muerte de Maceo, óleo de Armando Menocal (1863-1942).

Sus planes de reunión con Gómez y el gobierno en armas no llegaron a cumplirse. En las cercanías de Punta Brava, cerca de la finca de San Pedro, a unos 35 km al suroeste de La Habana, Maceo avanzaba solamente acompañado de su escolta personal (dos hombres), el médico de su Estado Mayor, el brigadier general José Miró Argenter y una pequeña tropa de no más de veinte hombres. Cuando intentaban cortar una cerca para continuar la marcha, fueron detectados por una fuerte columna española, que abrió un intenso fuego. Al lograr cortar una parte de la cerca y decir «¡Esto va bien!», Maceo fue alcanzado por dos disparos: uno en el torso, no grave, y otro que le quebró la mandíbula, cortó la arteria carótida y le penetró en el cráneo. Perdió el conocimiento y falleció dos minutos más tarde en brazos del médico Máximo Zertucha. Sus compañeros no pudieron transportarle y huyeron, y junto a él quedó solamente el teniente Francisco Panchito Gómez Toro, hijo de Máximo Gómez, quien voluntariamente enfrentó a la columna española dirigida por el comandante Cirujeda para proteger el cadáver del general. Luego de ser herido de bala varias veces, los españoles lo remataron a machetazos, dejando los dos cuerpos abandonados, sin saber la identidad de los caídos.
Los cadáveres de Maceo y Panchito fueron recogidos al día siguiente por el coronel habanero Aranguren, quien al saber lo ocurrido se dirigió de inmediato al lugar. Luego fueron enterrados en secreto en la finca de dos hermanos, quienes juraron guardar el secreto hasta que Cuba fuese libre e independiente y pudieran llevarse a cabo los honores fúnebres y militares correspondientes.
Actualmente, los restos mortales de Antonio Maceo y Grajales y Panchito Gómez Toro descansan en el monumento del Cacahual, cercano a los límites de la antigua finca de San Pedro, y es lugar de peregrinación de los cubanos. Es ya una tradición que las graduaciones de las academias militares cubanas se realicen junto al Cacahual.
Antonio Maceo y Grajales no solamente fue una figura clave en el movimiento independentista cubano de la segunda mitad del siglo XIX, además de un genial estratega militar. Su pensamiento libertario, basado en el honor y la virtud, marcó el pensamiento de la generación que le siguió, junto al pensamiento vasto y abarcador de José Martí y puede decirse que continúa viviendo entre lo mejor de la juventud cubana. Siendo masón, en su epistolario se puede leer más de una vez su credo basado en «Dios, la Razón y la Virtud».
De filiación política democrática, expresó muchas veces su simpatía por la forma de gobierno republicana, pero hizo hincapié en buscar la fórmula para la «libertad, igualdad y fraternidad», aludiendo a los tres principios básicos de la Revolución Francesa y definiendo la búsqueda de la justicia social. Cuando se le intentó reclutar para la causa anexionista, respondió a un interlocutor: «Creo, joven, que esa sería la única forma en que mi espada estaría al lado de la de los españoles...» y previendo las ansias de expansión de los Estados Unidos (daba por sentado que Cuba alcanzaría la independencia), expresó su frase más conocida, en una carta a un patriota y amigo:

El que intente apoderarse de Cuba, recogerá el polvo de su suelo anegado en sangre, si no perece en la contienda.

## Legado y monumentos

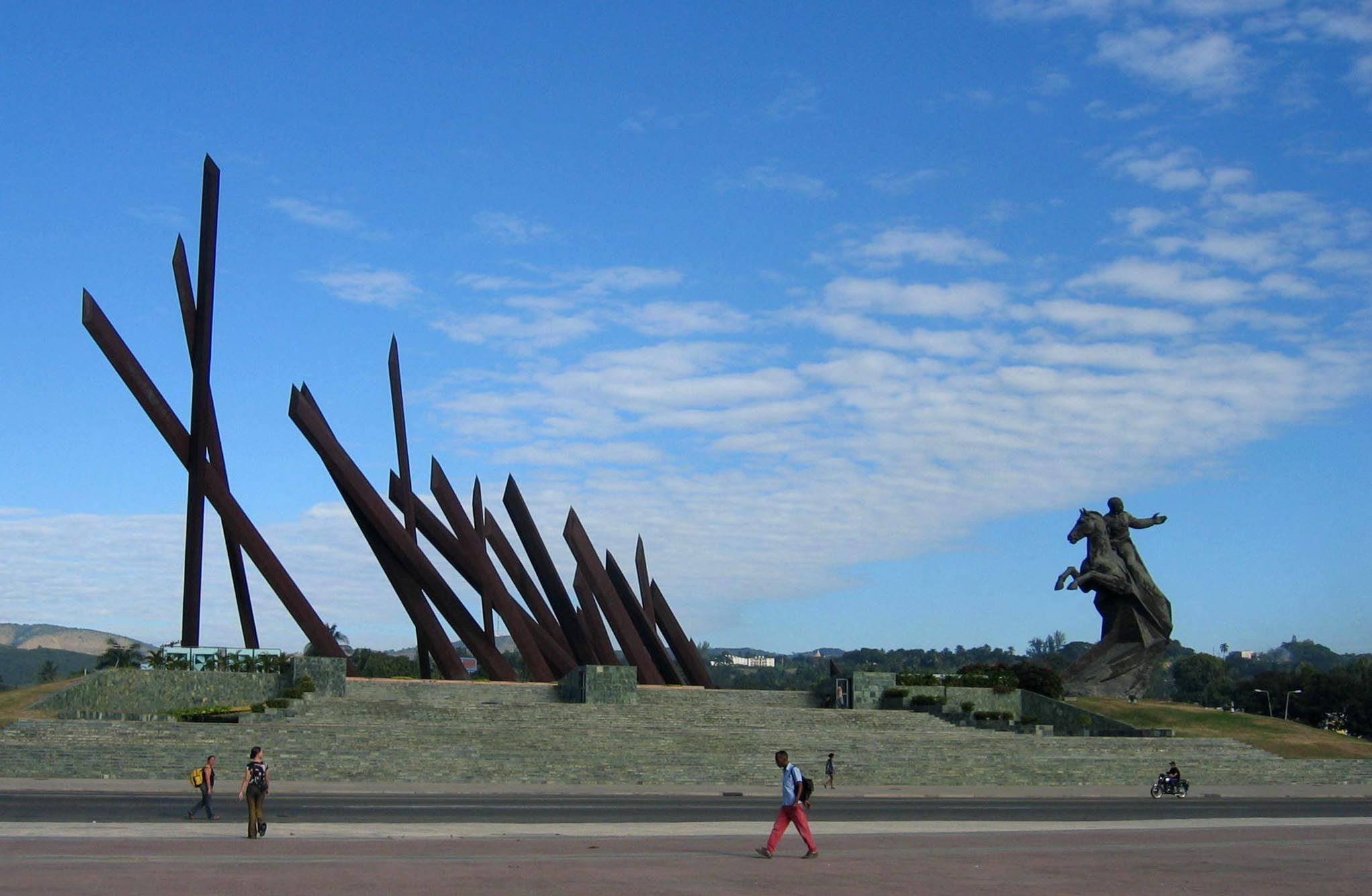
Monumento a Maceo en Santiago de Cuba.

Como el más destacado de los Maceo, Antonio simbolizó, como su madre Mariana, el más clásico y grande espíritu de fiereza guerrera con el que se le caracterizó y se le conoció a la guerrilla independentista cubana. Hay dos figuras excepcionales en la historia cubana y latinoamericana que con sus palabras supieron expresar la grandeza de Maceo.
Máximo Gómez le dijo a María Cabrales, la leal compañera de Maceo:

Con la desaparición de ese hombre extraordinario, pierde usted al dulce compañero de su vida, pierdo yo al más ilustre y al más bravo de mis amigos y pierde en fin el ejército libertador a la figura más excelsa de la Revolución.
Máximo Gómez

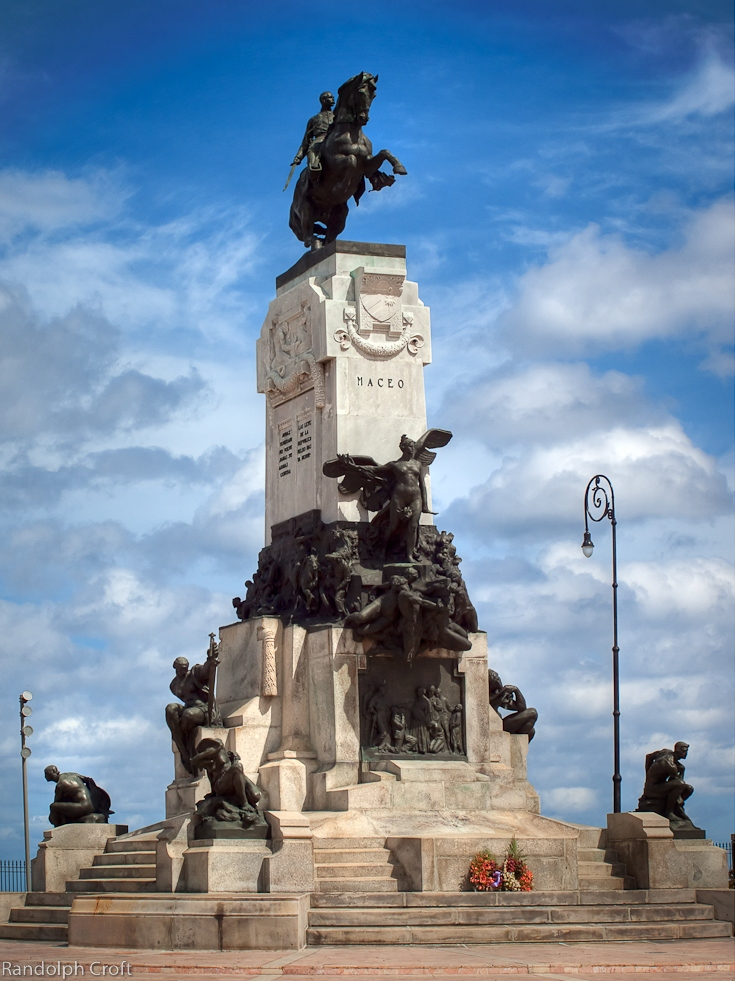
Monumento a Antonio Maceo del escultor D. Boni, inaugurado en 1916.

Las otras palabras provienen de José Martí:

No deja frase rota, ni usa voz impura, ni vacila cuando lo parece, sino que tantea su tema o su hombre. Ni hincha la palabra nunca, ni la deja de la rienda. Pero se pone un día el sol y amanece el otro, y el primer fulgor da por la ventana que mira al campo de Marte, sobre el guerrero que no durmió en toda la noche buscándole caminos a la Patria. Su columna será él, jamás puñal suyo. Con el pensamiento le servirá más aún que con el valor.
José Martí

Monumentos a Maceo están ubicados, entre otros, en Santiago de Cuba o en La Habana (escultor Doménico Boni; inaugurado en mayo de 1916) entre el Malecón habanero y al frente del Hospital Hermanos Ameijeiras en Centro Habana. Muchas de las ciudades cubanas poseen calles que llevan el nombre de esta destacada figura de la historia cubana.

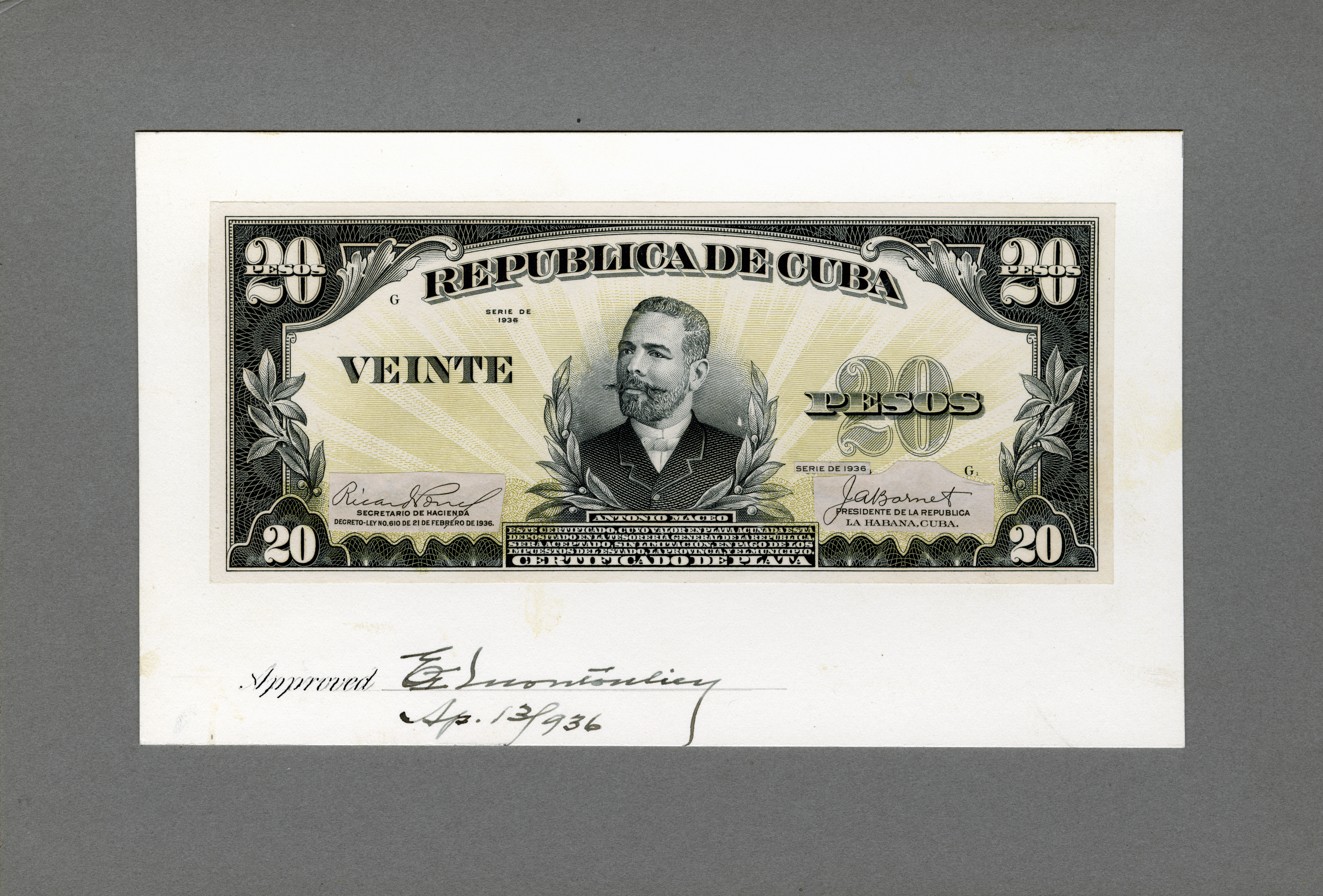
Antonio Maceo aparece en este original, prueba del artista, del certificado de plata de 20 pesos cubano de 1936.

Su retrato apareció en los certificados de plata de veinte pesos cubanos de 1936, y actualmente figura en los billetes cubanos de cinco pesos.
Cabe destacar que en Colombia un municipio lleva su apellido en honor a su lucha: Maceo (Antioquia). Y el Aeropuerto Internacional de Santiago de Cuba está nombrado en homenaje a Maceo.
En noviembre de 2018, Pedro Sánchez, presidente del Gobierno de España, en una visita a La Habana, entregó en cesión una silla tallada en un tronco de palmera denominada «la silla de Maceo». Fue un botín de guerra del general Weyler tras su victoria. En ella están grabadas las letras A y M con una estrella entre ambas. Era utilizada por el general Maceo en sus campañas.